# 何玉德
何玉德（1539年—1574年），字彥貴，號槐堂，直隸保定府雄縣人。明朝政治人物。

## 生平
治《書經》，嘉靖三十七年（1558年）由縣學生中式戊午科順天府鄉試第五十九名舉人，嘉靖四十四年（1565年）登乙丑科三甲第二百九十九名進士。吏部观政，四十五年十二月授山东曹县知县，隆慶元年（1567年）九月丁忧。四年四月復除宁阳县，六年十月考选南江西道御史，萬曆二年（1574年）三月卒。

## 家族
曾祖何旺；祖何魯，通判封戶部郎中；父何思，都察院右僉都御史；母蘇氏（封安人）。具慶下，妻袁氏，兄玉鳴，弟玉振；玉琢；玉鉉；玉節。